# X (album de Def Leppard)
 (novembre 2023).
Si vous disposez d'ouvrages ou d'articles de référence ou si vous connaissez des sites web de qualité traitant du thème abordé ici, merci de compléter l'article en donnant les références utiles à sa vérifiabilité et en les liant à la section « Notes et références ».
Pour les articles homonymes, voir X.
Albums de Def Leppard
Euphoria
(1999) Yeah!
(2006)
X, prononcé 'ten', est le 8e album studio de Def Leppard sorti en 2002,,.

## Charts

### Album
| Année | Chart              | Position |
| ----- | ------------------ | -------- |
| 2002  | U.S. Billboard 200 | 11       |

## Titres
| No  | Titre                | Auteur                                                                                | Durée |
| --- | -------------------- | ------------------------------------------------------------------------------------- | ----- |
| 1.  | Now                  | Marti Frederiksen, Phil Collen, Joe Elliott, Vivian Campbell, Rick Savage, Rick Allen | 3:58  |
| 2.  | Unbelievable         | Per Aldeheim, Andreas Carlsson, Max Martin                                            | 3:58  |
| 3.  | You're So Beautiful  | Frederiksen, Collen, Elliott, Campbell, Savage, Allen                                 | 3:31  |
| 4.  | Everyday             | Frederiksen, Collen, Elliott, Campbell, Savage, Allen                                 | 3:08  |
| 5.  | Long, Long Way to Go | Wayne Hector, Steve Robson                                                            | 4:38  |
| 6.  | Four Letter Word     | Collen, Elliott, Campbell, Savage, Allen                                              | 3:07  |
| 7.  | Torn to Shreds       | Collen, Savage, Elliott, Campbell, Allen                                              | 2:56  |
| 8.  | Love Don't Lie       | Elliott, Collen, Campbell, Savage, Allen                                              | 4:46  |
| 9.  | Gravity              | Collen, Elliott, Pete Woodroffe, Campbell, Savage, Allen                              | 2:33  |
| 10. | Cry                  | Collen, Elliott, Campbell, Savage, Allen                                              | 3:17  |
| 11. | Girl Like You        | Campbell, Collen, Elliott, Savage, Allen                                              | 2:49  |
| 12. | Let Me Be the One    | Elliott, Campbell, Collen, Savage, Allen                                              | 3:29  |
| 13. | Scar                 | Collen, Elliott, Campbell, Savage, Woodroffe, Allen                                   | 4:59  |

| 14. | Kiss the Day                    | Savage, Collen, Elliott, Campbell, Allen | 4:27 |
| 15. | Long, Long Way to Go (acoustic) | Hector, Robson                           | 4:43 |

## Singles
| Année | Single           | Chart                                    | Position |
| ----- | ---------------- | ---------------------------------------- | -------- |
| 2002  | Now              | U.S. Billboard Mainstream Rock Tracks    | 26       |
| 2002  | Now              | U.S. Billboard Adult Top 40              | 40       |
| 2002  | Now              | Nielsen SoundScan Canadian Singles Chart | 29       |
| 2002  | Four Letter Word | U.S. Billboard Mainstream Rock Tracks    | 30       |

## Formation
- Joe Elliott : Chants
- Vivian Campbell : Guitare & Chœurs
- Phil Collen : Guitare & Chœurs
- Rick Savage : Basse & Chœurs
- Rick Allen : Batterie

Invités
- Stan Schiller – shredding sur Gravity
- Eric Carter – claviers et boîte à rythmes sur Now, You're So Beautiful et Everyday